# 長野県道378号小出綿内停車場線
長野県道378号小出綿内停車場線（ながのけんどう378ごう こいでわたうちていしゃじょうせん）は、長野県長野市を走る一般県道。

## 概要
長野県道34号長野菅平線の若穂保科方面と、国道403号の若穂綿内方面を、旧若穂駅を経て短絡する路線である。
保科川の東岸、太郎山（若穂太郎山）の西の山裾を南北に進む。沿道は小出・田中・古屋といった集落と、水田・果樹園地帯が交互に現れる。途中上信越自動車道の高架をくぐる前後が2車線・片側歩道となっているほかは、全線1.5車線（歩道無し）が続く。
国道403号交点より先は、終点の旧綿内駅まですべてほかの路線との重複区間となる。

### 路線データ
- 起点：長野市若穂保科（長野県道34号長野菅平線交点）
- 終点：長野市若穂綿内（旧長野電鉄屋代線綿内駅）
- 実延長：2.9km

### 主要構造物
- 小出橋（こいでばし＝長野市若穂保科 - 若穂川田）
  - 全長 - 45.6m
  - 幅員 - 5.5m

起点からすぐにある、保科川に架かる橋梁。1959年（昭和34年）完成。

## 重複区間
- 国道403号（長野市若穂綿内地籍・綿内駅入口交差点間）
- 長野県道377号牛島綿内停車場線（長野市若穂綿内地籍・綿内駅間）
- 長野県道347号村山綿内停車場線（綿内駅入口交差点・綿内駅間）

## 交差・接続する道路
- 小出橋西詰の信号交差点（長野市若穂保科＝起点）
  - 長野県道34号長野菅平線
- 称名寺南付近（長野市若穂綿内）
  - 国道403号・長野県道377号牛島綿内停車場線（谷街道） - ※重複区間ここから
- 綿内駅入口交差点（長野市若穂綿内）
  - 国道403号（谷街道） - ※重複区間ここまで
  - 長野県道347号村山綿内停車場線 - ※重複区間ここから
- 綿内駅前（長野市若穂綿内＝終点）
  - 長野県道347号村山綿内停車場線 - ※重複区間ここまで
  - 長野県道377号牛島綿内停車場線 - ※重複区間ここまで

## 周辺
- 新光電気工業 若穂工場
- 長野市立若穂中学校
- 若穂中央公園
- 長野電鉄屋代線 若穂駅跡
- 長野松代総合病院附属若穂病院
- 長野市役所 若穂支所
- 北野美術館
  - 湯島天満宮 信濃分社
- 長野電鉄屋代線 綿内駅跡